# Sud Carangas
Sud Carangas é uma província da Bolívia localizada no departamento de Oruro, sua capital é a cidade de Andamarca.